# Nasuella meridensis
Nasuella meridensis és una espècie de carnívor de la família dels prociònids. És endèmic dels Andes de Veneçuela, on viu a altituds d'entre 2.000 i 4.000 msnm. Els seus hàbitats naturals són les selves nebuloses i els páramos. Està amenaçat per la transformació, fragmentació i destrucció del seu medi. El seu nom específic, meridensis, significa ‘de Mérida’ en llatí.